# Prowincja Choiseul
Prowincja Choiseul – jedna z 9 prowincji na Wyspach Salomona. Znajduje się na wyspach: Choiseul, Taro, Vaghena oraz Rob Roy.

## Demografia
Liczba ludności w poszczególnych latach:
| 1970  | 1976   | 1986   | 1999   | 2009   | 2019   |
| ----- | ------ | ------ | ------ | ------ | ------ |
| 8 017 | 10 349 | 13 569 | 20 008 | 26 372 | 30 619 |